# رایششتدت
رایششتدت (به آلمانی: Reichstädt) یک شهر در آلمان است که در گرایتس واقع شده‌است. رایششتدت ۳۹۵ نفر جمعیت دارد.